# Johannes Maria Bauer
Johannes Maria Bauer (1919 – 1999) war ein deutscher römisch-katholischer Priester und Mitgründer der Sekte Marienkinder.

## Leben

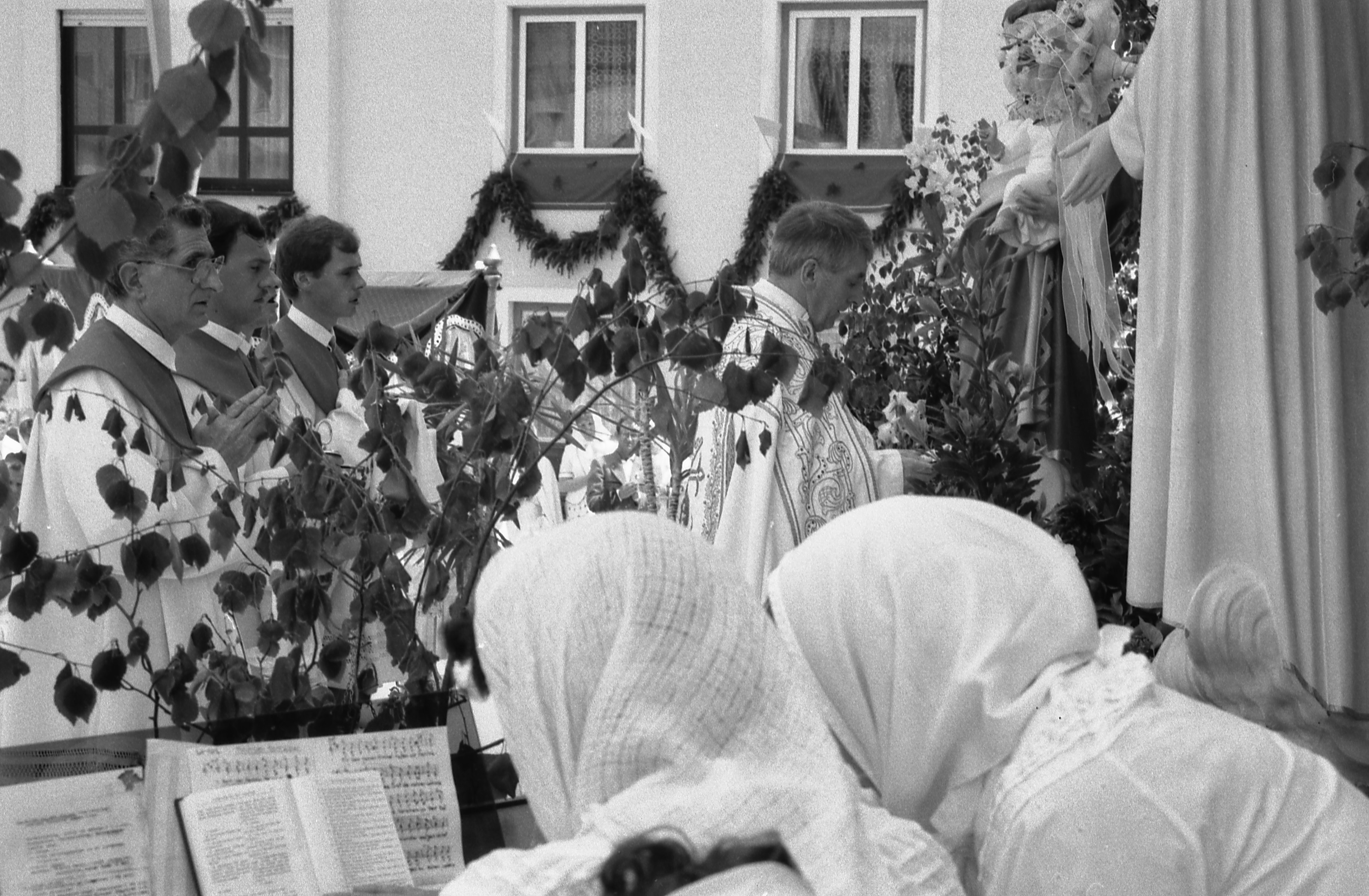
Johannes Maria Bauer 1985 (Bildmitte rechts)

Bis 1982 wirkte Bauer als Pfarrer in Aresing, sein Nachfolger wurde Josef Gleich. 1983 gründete Bauer gemeinsam mit dem Maurerpolier Josef Zanker in Mindelheim die Marienkinder, die etwa 140 Mitglieder hatten. Die Marienkinder lehnten Papst Johannes Paul II. und das Gebetbuch Gotteslob ab, weshalb Bauer und Zanker 1985 vom Augsburger Bischof Josef Stimpfle exkommuniziert wurden.
Die Marienkinder kündigten für das Jahr 1999 den dritten Weltkrieg an und sollen zeitweilig bis zu 200 Mitglieder gehabt haben. 1993 kam es zu einer körperlichen Auseinandersetzung zwischen Bauer und dem wegen Körperverletzung mehrmals, zuletzt ohne Bewährung vorbestraften Zanker, die letzterer für sich entschied.
Im selben Jahr wandte sich Bauer von den Marienkindern ab, seine Exkommunikation wurde aufgehoben und er kehrte unter Bischof Viktor Josef Dammertz zur römisch-katholischen Kirche zurück. Bauer war wegen seines Einsatzes für das Engelwerk innerhalb der römisch-katholischen Kirche umstritten. Er veröffentlichte kurz vor seinem Tod drei Bücher im sedisvakantistischen Verlag Anton Schmid in Durach.

## Werke
- Unterwegs zu Gottes Gericht: die Reue als Heilmittel der Seele. Verlag Anton Schmid, Durach 1999. ISBN 978-3-932352-39-3
- Wahrheiten aus dem Kreuzesbalken: Christus – die Wahrheit, der Weg, das ewige Leben, die endlose Freude. Verlag Anton Schmid, Durach 1999. ISBN 978-3-932352-35-5
- Wie ein Christ sterben sollte: Erlebnisse eines Pfarrers am Sterbebett. Verlag Anton Schmid, Durach 1999. ISBN 978-3-932352-41-6

## Weblink
- Literatur von und über Johannes Maria Bauer im Katalog der Deutschen Nationalbibliothek